# Speothos pacivorus
Espèce
Speothos pacivorus est une espèce éteinte appartenant à la famille des Canidae, proche du Chien des buissons (Speothos venaticus).

## Chronologie
Ses fossiles datent du Pléistocène supérieur.

## Aire géographique
Ils ont été découverts dans le nord-est du Brésil.

## Description
Speothos pacivorus était plus grand que le Chien des buissons actuel et possédait une deuxième molaire inférieure double enracinée.